# 玉蘭麵屋
《玉蘭麵屋》（韓語：옥란면옥），為韓國KBS於2018年9月26日起播出的中秋特輯電視劇，內容講述父子親情的喜劇，由《Jugglers》導演金正賢與編劇趙龍合作，演員申久、金剛于、李雪共同主演。

## 劇情簡述
一個經營冷麵屋70年守護傳統冷麵的父親與猶豫著要不要繼承冷麵屋的傳承，並打算開創新路的兒子。但在彼此碰撞的過程中兒子漸漸瞭解到冷麵屋的傳統和歷史的親情故事。

## 演員陣容

### 主要人物
| 演員 | 角色   | 介紹 |
| 申久 | 黃達才 | 經營傳統冷麵的父親，因為中風無法自理生活，麵屋就交裡兒子掌管。懷著對玉蘭無盡的思念，堅守著麵屋成為改造社區的釘子戶，持續示威。 |
|      | 黃奉吉 | 想要開創麵屋新路的兒子。 |
| 李雪 | 尹英蘭 | 第一次相遇是在教堂禱告時奉吉痛哭流淚，英蘭遞來一方手巾。第二次在同學會練歌房裡，她是陪舞坐檯的女子。那天因為奉吉動粗打人，英蘭也因此被解僱。陪著酒醉的奉吉回家，在店門口看見招聘職員的告示，就此留在麵屋幫忙，取代了奉吉廚房長的位置。從她掌廚之後因為味道好、口碑相傳、客人多了起來，甚至需要排隊。後來成為奉吉的太太。 |

### 周邊人物
| 演員   | 角色     | 介紹                                     |
| 印喬鎮 | 姜秀     | 奉吉同學                                 |
| 朴亨洙 | 奉秀     | 姜秀的弟弟                               |
| 黃汀旼 | 月萍宅   | 奉吉的鄰居，英杰超市老闆                 |
| 韓韶禧 | 吳秀珍   | 奉吉前女友，因為不想伺候老人而跟奉吉分手 |
| 崔大哲 | 大昌     | 奉吉同學(特別出演)                       |
| 楊志洙 |          | 牧師                                     |
| 李亨錫 | 青年達才 |                                          |
| 黃玄貞 | 青年玉蘭 |                                          |

### 其他人物
| 演員   | 角色 | 介紹                                             |
| 孫圭源 |      | 在小超市門口電子遊戲機台和奉吉一起打電動的男孩。 |
| 李相勳 |      | 中國籍人口販子                                   |
| 洪智碩 |      | 中國籍人口販子                                   |
| 元根秀 |      | 中國籍人口販子                                   |

## 收視率
| 集數 | 播出日期   | AGB收視率        |
| 集數 | 播出日期   | 大韓民國（全國） |
| ---- | ---------- | ---------------- |
| 1    | 2018/09/26 | 5.2%             |
| 2    | 2018/09/26 | 5.3%             |

## 脚注
1. ↑  . Newsen.   [2018-09-13]. （原始内容存档于2018-10-05）.
2. ↑   [每日收視數據表] (AGB). （原始内容存档于2016-06-01） （韩语）.